# Bloglines
Bloglines era un agregador de canals RSS i Atom. Els usuaris s'hi podien subscriure de franc i funcionava en línia. Oferia una interfície amb moltes possibilitats per als programadors. Va deixar de funcionar l'any 2015.
Mark Fletcher, CEO anterior de ONElist, va fundar el lloc el juny 2003 i el va vendre al febrer de 2005 L'any 2005 hostatjava més de 200 milions d'articles de blog cercables. Al juliol de 2007, Bloglines va alliberar una versió iPhone del lloc. L'agost de 2007 l'empresa va alliberar una versió beta pública del seu lloc. El lloc va tancar al desembre de 2015.